# 16266 Johconnell
A 16266 Johconnell (ideiglenes jelöléssel 2000 JX43) a Naprendszer kisbolygóövében található aszteroida. A LINEAR projekt keretében fedezték fel 2000. május 7-én.